# 508年
| 千纪： | 1千纪                                                                                           |
| 世纪： | 5世纪 \| 6世纪 \| 7世纪                                                                         |
| 年代： | 470年代 \| 480年代 \| 490年代 \| 500年代 \| 510年代 \| 520年代 \| 530年代                       |
| 年份： | 503年 \| 504年 \| 505年 \| 506年 \| 507年 \| 508年 \| 509年 \| 510年 \| 511年 \| 512年 \| 513年 |
| 纪年： | 戊子年（鼠年）；北魏正始五年；柔然建昌元年；南朝梁天监七年；高昌承平七年                        |

## 大事记
- 阿纳斯塔修斯一世皇帝正式承认了撒里法兰克人克洛维一世是高卢的统治者。 他派遣了一支由100艘军舰组成的拜占庭舰队来袭击意大利的海岸。[1]
- 内特利（英语：Netley）之战：威塞克斯国王彻迪克击败布立吞人国王 Natanleod。[2]
- 克洛维一世把巴黎（卢泰西亚）定为首都，并受洗，使罗马天主教成为法兰克王国的官方宗教。
- 狄奥多里克大帝把法兰克人驱逐出普罗旺斯，并从西哥特人手中光复塞普提马尼亚。

## 出生
- 梁元帝
- 蕭紀，梁武帝蕭衍第八子

## 逝世
- 元勰，魏献文帝拓跋弘第六子
- 郁久闾伏图，柔然可汗